# ハスバノニン
ハスバノニン(Hasubanonine)は、ハスバナン系アルカロイドの1つである。イソキノリン構造を持ち、分子式はC21H27NO5である。天然物のエナンチオマーが鎮痛剤の候補として研究されている。
(-)-ハスバノニンや関連する天然物の(-)-ルナニン、(-)-デラバイン、(+)-ペリグラウシンBのエナンチオ選択的全合成は、2011年にイェール大学のSeth Herzonらによって初めて行われた。